# جين جي. شاندلير
جين جي. شاندلير (بالإنجليزية: Gene G. Chandler)‏ هو سياسي أمريكي، ولد في 28 يونيو 1947 في داماريسكوتا في الولايات المتحدة. نشط حزبياً في الحزب الجمهوري. وقد انتخب مجلس نواب نيوهامبشير.